# Castello di Arceto
Das Castello di Arceto ist eine Burg in Arceto, einem Ortsteil von Scandiano in der italienischen Region Emilia-Romagna. Sie liegt im Zentrum des Ortes.

## Geschichte und Beschreibung
Es handelt sich um eine typisch mittelalterliche Niederungsburg, bei der man noch den Verlauf der Gräben und Mauern sieht.
Urkundlich erwähnt ist das Castello di Arceto bereits Ende des 9. Jahrhunderts und 962 verlehnte es der Kaiser des Heiligen Römischen Reiches, Otto I. an die Bischöfe von Reggio nell’Emilia. Nachdem Arceto viele Jahre lang den Foglianis gehört hatte, wurde es diesen von den D’Estes abgenommen und 1414 an die Boiardos verlehnt, die bedeutende Umbauten an den Gebäuden vorgenommen haben.
1441 wurde Bernardina Lambertini von den Markgrafen von Ferrara, Niccolò III. d’Este  in die Burg investiert und ordnete an, dass ihr Vermögen an ihren Sohn Feltrino Boiardo fallen sollte.
1474 wurde das Territorium der Grafschaft Scandiano nach verschiedenen Streitigkeiten zwischen Matteo Maria Boiardo und Giovanni Boiardo aufgeteilt: An Matteo Maria fielen die Gebiete Scandiano, Gesso, Torricella und Sabbione, während sein Vetter Giovanni Arceto, Casalgrande, Dinazzano, Salvaterra und Montebabbio nahm. Die Investitur von Giovanni Boiardo in die genannten Territorien wurde von der herzoglichen Liegenschaftsverwaltung der Estes erstmalig 1475 und dann nochmals 1490 bestätigt.
Nach dem Tod des Grafen Camillo Boiardo, des Sohns von Matteo Maria und dessen Nachfolger als Lehensnehmer von Scandiano, im Jahre 1499 wurde das 1475 aufgeteilte Territorium unter der Kontrolle von Giovanni Boiardo wiedervereinigt.
1565 wurde die Burg Eigentum von Ottavio I. Thiene, dem Gatten von Laura Boiardo, der Tochter und Erbin des vorletzten Lehensnehmers Giulio Boiardo. Die Adelsfamilie der Grafen Thiene ließ während ihrer Verwaltung des Lehens (1565–1622) im Inneren der Burg das Oratorium, das dem Heiligen Rochus geweiht ist, und die Festung bauen.
Zwischen 1622 und 1634 fiel die Burg unter die direkte Kontrolle des Hauses D’Este, fiel dann an die Bentivoglios und anschließend 1643 an den kleineren Zweig der D’Estes von Scandiano.
1740 ließ der Markgraf Giovanni Battista de Mari die Festung restaurieren und bedeutende Veränderungen und Anbauten an die seitlichen Gebäude anbringen. 1751 wurde eine große Innentreppe, die mit fünf Terrakottastatuen dekoriert war, errichtet.
1777 fiel die Burg an Livia de Mari, die Tochter von Giovanni Battista de Mari, die mit dem Markgrafen Andrea Spinola aus der Adelsfamilie Spinola di San Luca, Markgrafen von San Donnino di Liguria, Arceto und Corticella, Markgrafen von Lerma, verheiratet war.
1796, nach der Abschaffung des Lehenswesens, wurde das Castello di Arceto von den Spinolas übernommen.
1811 gelangte die Burg durch Dekret Napoleons in Besitz der Spinolas, die sie später an den Bankier Parodi verkauften. Letzterer verkaufte sie seinerseits an Flaminio Regnani.
Heute gehört ein Teil der Burg und des ersten Obergeschosses der Gemeinde Scandiano.